# 唐櫃インターチェンジ
唐櫃インターチェンジ（からとインターチェンジ）は、兵庫県神戸市北区の六甲有料道路及び六甲北有料道路のインターチェンジ。当ICを境に南側が六甲有料道路、北側が六甲北有料道路となっている。

## 道路
- 六甲有料道路（兵庫県道95号灘三田線）(04)
- 六甲北有料道路（兵庫県道95号灘三田線）(04)

## 接続する道路
- 兵庫県道15号神戸三田線（有馬街道）

## 周辺
- 神戸電鉄有馬線 唐櫃台駅、神鉄六甲駅

## 隣
六甲有料道路
唐櫃南IC - からと東出入口 - 唐櫃IC
六甲北有料道路（北神バイパス）
唐櫃IC - 柳谷JCT/柳谷ランプ - 吉尾ランプ